# هبة السويدي
هبة هلال السويدي سيدة مصرية ومؤسسة جمعية أهل مصر لعلاج ضحايا إصابات الحروق، وفرت السويدي الرعاية الطبية لأربعة آلاف مصاب ونقلت الحالات الخطرة للخارج للعلاج على نفقتها الخاصة، مما جعل البعض يطلق عليها أم الثوار. تخطى اهتمامها بالمصابين الحدود المصرية، حيث تكفلت أيضًا بعلاج أربعين مصاب في الثورة الليبية وحاولت تضميد جراح أسر الشهداء في مصر وليبيا.

## عن حياتها

### نشأتها ودراستها
ولدت السويدي في 22 سبتمبر عام 1973، لأم سعودية وأب مصري هو هلال السويدي وتربت في السعودية، قبل أن تنتقل للعيش في مصر بعد أن تزوجت بابن عمها، وهو ما شكل نقلة نوعية في حياتها.
تخرجت السويدي من جامعة الملك عبد العزيز عام 1995. تمارس هبة السويدي العمل الخيري منذ 13 سنة وذلك بمبادرات شخصية، ومنها مبادرة أهل مصر.
يوجد معلومات مغلوطة عن هبه السويدي منها أنها طبيبة وسيدة أعمال ولكنها نفت أنها طبيب بالإضافة إلى أنها الآن ليست سيدة أعمال، فقد كانت سيدة أعمال ولكنها توقفت منذ 18 عام، ثم بدأت مشوارها التطوعي والخيري.

## زواجها
وُلدت السويدي لأم سعودية وأب مصري وتزوجت من ابن عمها أحمد عبد الكريم السويدي، وأنجبا محمود وإسماعيل وخديجة ويحيي.

## أعمالها التطوعية والخيرية
قامت بمد يدها لأربعة آلاف مصاب من مصابي أحداث الثورة المصرية عام 2011.
أشرفت على المستشفيات الميدانية لعلاج مصابي الثورة في قلب ميدان التحرير ،منذ 25 يناير، حتى استحقت هبة السويدى، لقب «أم الثوار»
هي مؤسس ورئيس مجلس أمناء مؤسسة أهل مصر الخيرية، وأهل مصر مؤسسة تنموية غير هادفة للربح أنشئت في عام 2013، بهدف بناء تصورًا جديًا لمفهوم الأعمال الخيرية والتنموية بمصر. وتعمل المؤسسة بمجال الصحة مع التركيز على العلاج والوقاية ونشر الوعي حول ضحايا الحروق.
هي مؤسس برنامج “ستات مصر” الذي يندرج تحت مؤسسة أهل مصر، الذي يقدم فرص عمل للسيدات المعيلات لتوفير حياة كريمة لهن. ويهتم هذا البرنامج بتدريب النساء والمساعدة في التسويق لأعمالهم المصنوعة يدويًا، والذي أحدث فرقًا لتلك السيدات حيث أنهن خرجوا من حالة الانكسار التي تشعر بها المرأة وجعلها تشعر بقيمتها وأنها تعمل وتربح من عمل يديها.

### جمعيةأهل مصر
في عام 2013، نجحت في تأسيس جمعية أهل مصر، مؤسسة غير حكومية وغير هادفة للربح، تهتم بمرضى إصابات الحروق. تأمل الجمعية من خلال برامجها المتعددة في إعادة دمج المرضى بعد العلاج من الإصابة والوقوف أمام إقصاء المجتمع لهم. وتؤمن الجمعية أن الحروق لها جانب أكبر من كونها إصابة بل هو جانب سياسي واجتماعي واقتصادي، فمعظم المصابين من طبقة فقيرة تفتقر إلى الماء النظيف وبيوت أمنة، مما يعرضهم لأحداث الحروق. ترى الجمعية أنهم ضحايا أكثر من كونهم مرضى. أنشئت أهل مصر حملة على الإنترنت بمساعده ستين فنان وفنانة تبرعوا بأجرهم كاملًا للتنويه عن الصعاب التي يواجها ضحايا الحروق.